# Анатольевский сельский совет (Нижнесерогозский район)
Анатольевский сельский совет (укр. Анатолівська сільська рада) — входит в состав
Нижнесерогозского района
Херсонской области
Украины.
Административный центр сельского совета находится в 
с. Анатольевка
.

## История
- 1981 — дата образования.

## Населённые пункты совета
- с. Анатольевка
- с. Догмаровка